# Agrohordeum macounii
Agrohordeum macounii är en gräsart som först beskrevs av George Vasey, och fick sitt nu gällande namn av Ernest Lepage. Agrohordeum macounii ingår i släktet Agrohordeum och familjen gräs. Inga underarter finns listade i Catalogue of Life.